# Liste der Bodendenkmäler in Sommerach
Auf dieser Seite sind die Bodendenkmäler in der unterfränkischen Gemeinde Sommerach zusammengestellt. Diese Tabelle ist eine Teilliste der Liste der Bodendenkmäler in Bayern. Grundlage ist die Bayerische Denkmalliste, die auf Basis des Bayerischen Denkmalschutzgesetzes vom 1. Oktober 1973 erstmals erstellt wurde und seither durch das Bayerische Landesamt für Denkmalpflege geführt wird. Die folgenden Angaben ersetzen nicht die rechtsverbindliche Auskunft der Denkmalschutzbehörde.

## Bodendenkmäler der Gemeinde Sommerach

### Bodendenkmäler in der Gemarkung Sommerach
| Lage                 | Objekt | Akten-Nr.     | Bild |
| -------------------- | --- | ------------- | ---- |
| Sommerach (Standort) | Siedlung der Urnenfelderzeit sowie Grabfund der Bronzezeit. | D-6-6127-0065 |      |
| Sommerach (Standort) | Brandgräber der Hallstattzeit. | D-6-6127-0170 |      |
| Sommerach (Standort) | Archäologische Befunde des Mittelalters und der frühen Neuzeit im Ortsbereich von Sommerach.                                                                              | D-6-6127-0231 |      |
| Sommerach (Standort) | Archäologische Befunde des Mittelalters und der frühen Neuzeit im Bereich der Katholischen Pfarrkirche St. Eucharius von Sommerach. Siehe auch: St. Eucharius (Sommerach) | D-6-6127-0232 |      |
| Sommerach (Standort) | Archäologische Befunde des späten Mittelalters und der frühen Neuzeit im Bereich der Dorfbefestigung von Sommerach. Siehe auch: Sommeracher Ortsbefestigung               | D-6-6127-0233 |      |